# Join (Unix)
A join Unix-utasítás a relációs adatbázisokban szokásos join műveletet végzi el két szövegfile között. Az utasítás a két file-t szövegtáblázatnak tekinti, a sorokat egy elválasztó karakterrel (alaphelyzetben helyközzel, de ez változtatható) oszlopokra vágja.
Mindkét file-ban meg kell adni egy-egy speciális kulcsoszlopot. A join összepárosítja az azonos értékeket a két file kulcsoszlopaiban, és az eredményben egyetlen sorként írja ki; a kulcsoszlopot csak egyszer, azt követi az első, majd a második file többi oszlopa.
Mindkét file a saját kulcsoszlopa szerint rendezett kell legyen.

## Az utasítás alakja
join kapcsolók file1 file2
A kapcsolók egybetűsek, a hozzájuk tartozó értéket helyközzel kell elválasztani. A fontosabbak:
| -1 | oszlop   | az első file kulcsnak kijelölt oszlopa (alapérték: 1)                        |
| -2 | oszlop   | a második file kulcsnak kijelölt oszlopa (alapérték: 1)                      |
| -t | karakter | az oszlopokat elválasztó karakter (alaphelyzetben helyköz)                   |
| -a | n        | filen sorait írja ki akkor is, ha nincs párjuk a másik file-ban (outer join) |
| -v | n        | filen azon sorait írja ki, melyeknek nincs párjuk a másik file-ban           |

Linuxban ha mindkét file-ban azonos oszlop a kulcs, ezt az oszlopot a -j kapcsolóval adhatjuk meg.

## Példa
f1.txt második, f2.txt első oszlopa a kulcs. Mindkét file a kulcsra rendezett.
f2.txt-ben két azonos kulcsú sor található.
| Utasítás/SQL-analóg | Eredmény                                                          |
| --- | ----------------------------------------------------------------- |
| join -1 2 -2 1 f1.txt f2.txt | 1 f1sor1 f2sor1 2 f1sor2 f2sor2 2 f1sor2 f2sor3                   |
| select * from f1, f2 where f1.oszl2 = f2.oszl1; (normál join)                                                                                      | 1 f1sor1 f2sor1 2 f1sor2 f2sor2 2 f1sor2 f2sor3                   |
| join -1 2 -2 1 -a 1 f1.txt f2.txt | 1 f1sor1 f2sor1 2 f1sor2 f2sor2 2 f1sor2 f2sor3 3 f1sor3 x f1sor4 |
| select * from f1, f2 where f1.oszl2 = f2.oszl1(+); (outer join)                                                                                    | 1 f1sor1 f2sor1 2 f1sor2 f2sor2 2 f1sor2 f2sor3 3 f1sor3 x f1sor4 |
| join -1 2 -2 1 -a 2 f1.txt f2.txt | 1 f1sor1 f2sor1 2 f1sor2 f2sor2 2 f1sor2 f2sor3 f2sor4 4 f2sor5 y |
| select * from f1, f2 where f1.oszl2(+) = f2.oszl1; (outer join)                                                                                    | 1 f1sor1 f2sor1 2 f1sor2 f2sor2 2 f1sor2 f2sor3 f2sor4 4 f2sor5 y |
| join -1 2 -2 1 -v 1 f1.txt f2.txt | 3 f1sor3 x f1sor4                                                 |
| select * from f2 where f2.oszl1 not in(select f1.oszl2 from f1); (not in)                                                                          | 3 f1sor3 x f1sor4                                                 |
| join -1 2 -2 1 -v 2 f1.txt f2.txt | f2sor4 4 f2sor5 y                                                 |
| select * from f1 where f1.oszl2 not in(select f2.oszl1 from f2); (not in)                                                                          | f2sor4 4 f2sor5 y                                                 |
| join -1 2 -2 1 -v 1 -v 2 f1.txt f2.txt | 3 f1sor3 f2sor4 4 x f1sor4 f2sor5 y                               |
| select * from f2 where f2.oszl1 not in(select f1.oszl2 from f1) union select * from f1 where f1.oszl2 not in(select f2.oszl1 from f2); (különbség) | 3 f1sor3 f2sor4 4 x f1sor4 f2sor5 y                               |

| f1.txt                                       |
| -------------------------------------------- |
| f1sor1 1 f1sor2 2 f1sor3 3 f1sor4 x          |
| f2.txt                                       |
| 1 f2sor1 2 f2sor2 2 f2sor3 4 f2sor4 y f2sor5 |